# Оксфордские калькуляторы

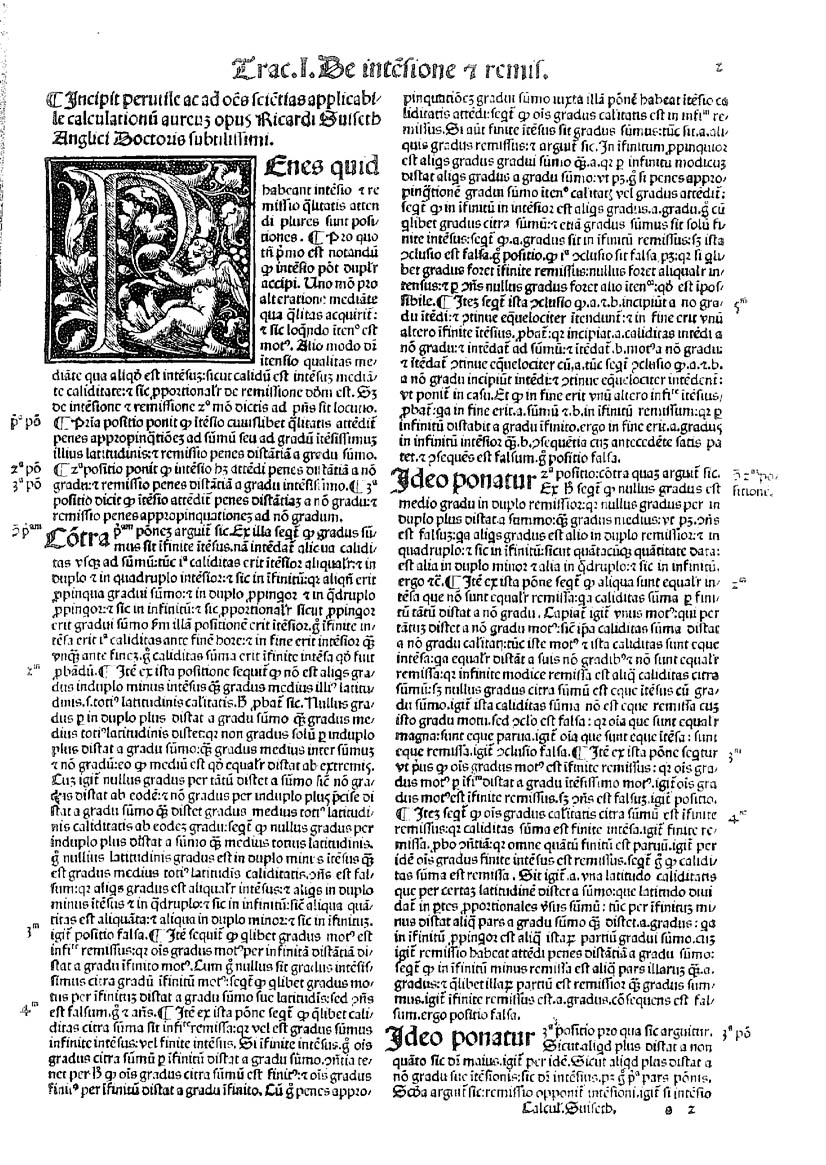
Ричард Суайнсхед, Calculator, 1520

Оксфордские калькуляторы (англ. Oxford Calculators) — группа английских философов XIV века, связанных с Мертон-колледжем в Оксфорде. В эту группу входили Томас Брадвардин, Уильям Хейтсбери, Ричард Суайнсхед, Джон Дамблтон.
Этими мыслителями была развита особая дисциплина — «учение об интенсии и ремиссии качеств», ставшее одной из наиболее ярких страниц в средневековом учении о движении. В работах учёных Мертон-колледжа общий логико-математический подход применялся к рассмотрению самых разнообразных качеств, допускающих непрерывное изменение в две противоположные стороны, их степеней и изменений — от физических (таких, как тепло, яркость, скорость) до моральных и метафизических (таких, как грех, вожделение, милосердие, благодать). Эта тематика, восходящая к диалогу Платона «Филеб» и к трактату Аристотеля «О возникновении и об уничтожении», представляла собой одну из программных тем средневековой схоластической физики.
В частности, в работах мертонцев строится математический аппарат, специально предназначенный для описания механического движения; однако он был чисто абстрактной, не апеллирующей непосредственно к сфере опыта конструкцией. Понятиями, исходя из которых мертонцы строили свою модель движения, были интенсивность движения и градус скорости как мера этой интенсивности. В рамках данной модели в механику впервые было введено (У. Хейтсбери, 1335 г.) понятие мгновенной скорости.
Мертонские мыслители У. Хейтсбери и Р. Суайнсхед сформулировали и доказали теорему о средней скорости (в их терминологии — «теорема о среднем градусе скорости»), применённую впоследствии Доминго де Сото и Галилео Галилеем при количественном анализе свободного падения тел: путь, проходимый телом за некоторое время при равнопеременном движении, равен пути, проходимому телом за то же время при равномерном движении со скоростью, равной среднему арифметическому максимального и минимального значений скорости в равнопеременном движении. Мертонцами же было показано, что если равноускоренное движение начинается из состояния покоя, то за первую половину времени движения проходится путь, составляющий 1/4 от полного пути.
Фактически учёные Мертон-колледжа положили начало — в кинематике и ряде других разделов естествознания — замене качественных понятий, характерных для античной физики, количественными понятиями, используемыми в физических науках и поныне. Идеи мертонцев получили своё дальнейшее развитие в «учении о широте форм», развитом их французским современником Николаем Оремом, преподававшим в Сорбонне, а также в работе «О скорости переменного движения» итальянца Джованни ди Казали.